# 카이로 육군사관학교 경기장
카이로 육군사관학교 경기장(아랍어: إستاد الكلية الحربية بالقاهرة, 영어: Cairo Military Academy Stadium)은 이집트 카이로에 위치한 경기장으로 총 수용 인원은 28,500명이다. 이집트에서 개최된 2006년 아프리카 네이션스컵에서 사용된 6개의 경기장 중 하나이다.